# Makan esmoh alwatan
 (octobre 2012).
Pour plus de détails, voir Fiche technique et Distribution.
Makan esmoh alwatan est un film documentaire égyptien réalisé par Tamer Ezzat, sorti en 2006.

## Synopsis
Quatre jeunes égyptiens à différents profils sont à la recherche de l’espace que chacun d’entre eux pourrait appeler patrie, ou foyer. Pour des raisons économiques, religieuses ou de formation, ils font face à des difficultés qui les poussent à chercher une sortie à travers l’émigration ou à essayer de cohabiter avec ceux qui les entourent.

## Fiche technique
- Réalisation : Tamer Ezzat
- Production : MYTH Productions
- Scénario : Nadine Shams
- Image : Tamer Ezzat
- Son : Tamer El Demerdash
- Musique : Tamer Karawan
- Montage : Tamer Ezzat

## Récompenses
- Aljazeera Documentary FF 2006
- National Egyptian FF2006
- Rotterdam Arab FF 2006
- Ismailia FF 2006